# Jüdischer Friedhof (Gotha)

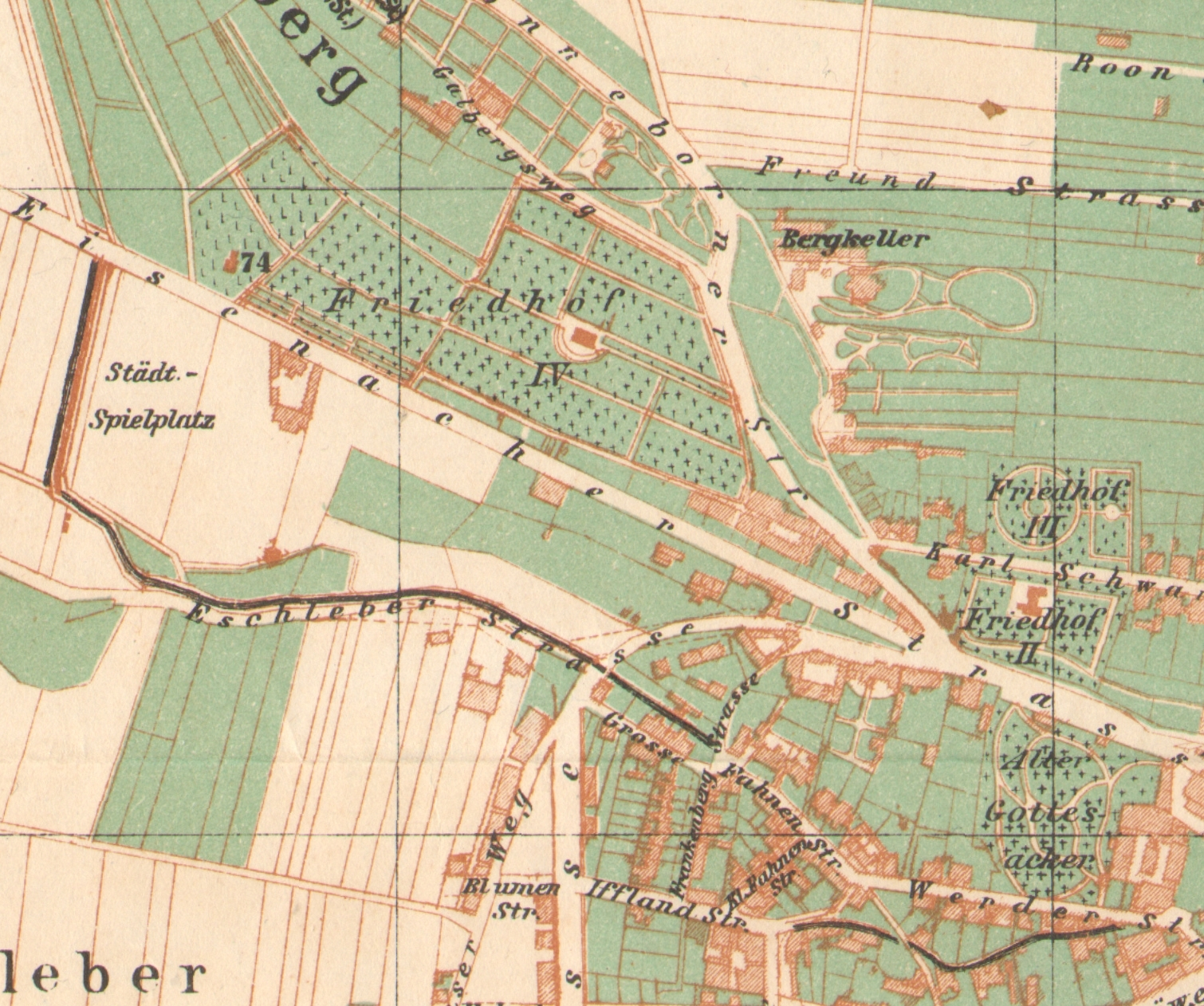
Auszug aus dem amtlichen Gothaer Stadtplan von 1905. Die Ziffer 74 (oben links) bezeichnet die Halle des Jüdischen Friedhofes.

Der Jüdische Friedhof ist ein Friedhof der Stadt Gotha im Landkreis Gotha in Thüringen.

## Geschichte

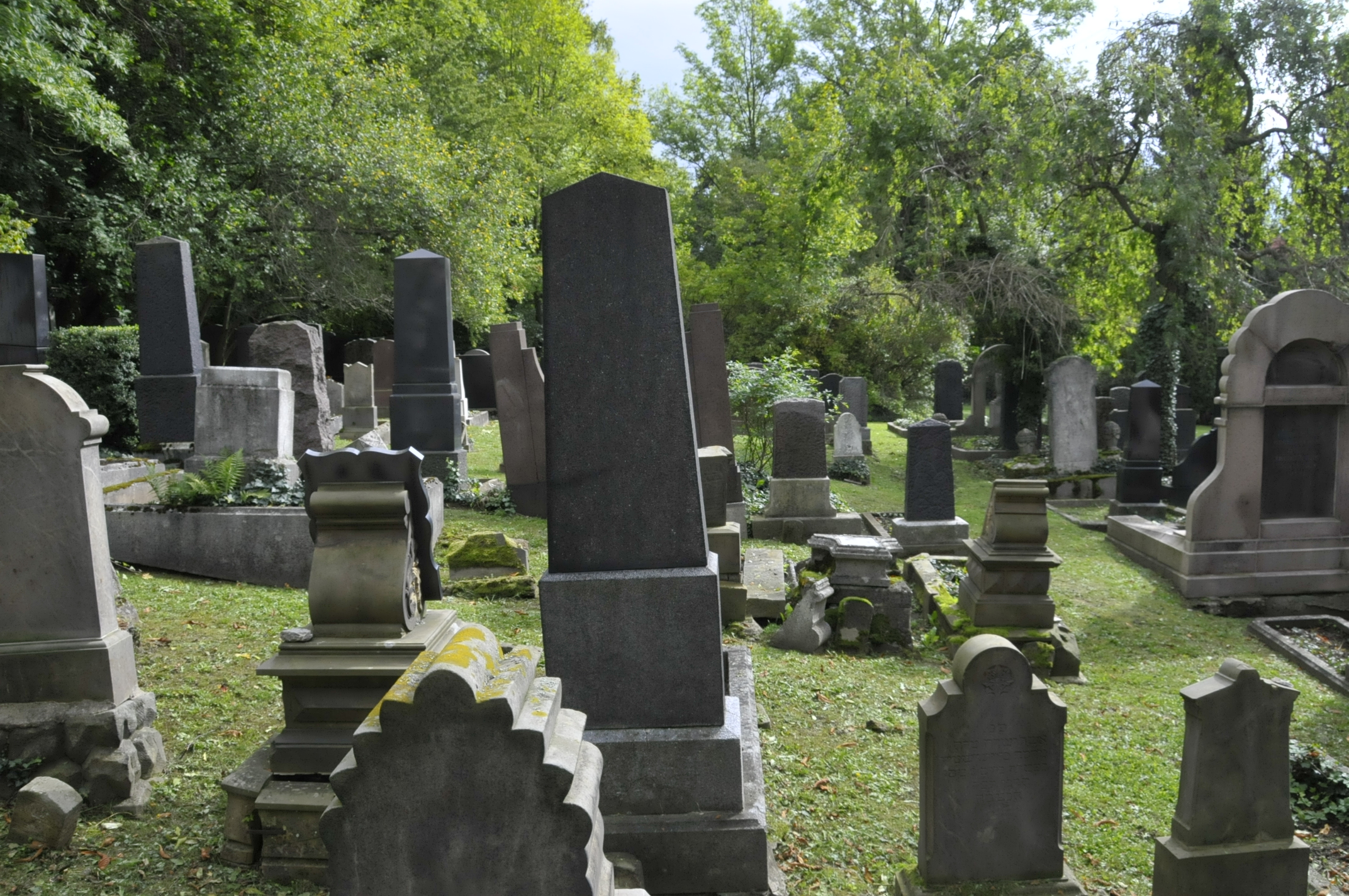
Blick auf den jüdischen Friedhof

Ursprünglich konnten die seit Mitte des 18. Jahrhunderts in Gotha zugezogenen jüdischen Kaufmannsfamilien einen Begräbnisplatz („Alter Friedhof“) vor dem Siebleber Tor anlegen, östlich der heutigen Friedrichstraße unterhalb der Orangerie. 1829 erlaubte ihnen Herzog Ernst I. die Anlage eines neuen Begräbnisplatzes an der heutigen Erfurter Landstraße (neben dem Siechhofe am Wege nach Kindleben), der heute nicht mehr existiert.
Um 1870 erwarb die jüdische Gemeinde das Grundstück des heutigen Friedhofs an der Ecke Eisenacher Straße / In der Klinge. Der neue jüdische Friedhof bildete die westliche Verlängerung des 1855 entlang der Eisenacher Straße angelegten Friedhofs IV.
Bis 1942 wurden auf dem 2.805 Quadratmeter großen Friedhof etwa 172 Grabstätten in zwei Grabfeldern angelegt. Der älteste Grabstein stammt von 1878, der jüngste von 1942. Der letzte hier Bestattete war der jüdische Unternehmer Max Ledermann, der am 11. Mai 1942 den Freitod gewählt hatte, um der Deportation ins Konzentrationslager zu entgehen.
1982 wurde die alte Friedhofshalle abgebrochen, seit 1988 befindet sich an ihrer Stelle ein Gedenkstein.

## Schändungen
Am Wochenende des 31. Januar / 1. Februar 2004 wurden von Unbekannten 14 Grabsteine umgeworfen und zwei beschädigt.
In der Nacht vom 16. zum 17. November 2008 wurde der Friedhof erneut geschändet. Zwei Männer brachten an dem mit einem Davidstern verzierten Eingangstor einen Schweinekopf sowie ein Stoffplakat mit antijüdischen Parolen an. Darüber hinaus warfen sie Gläser mit Schweineblut auf das Friedhofsgelände. 2010 wurden die Täter zu sechs Monaten Haft, ausgesetzt auf zwei Jahre Bewährung, und 60 bzw. 90 Tagessätzen à 10 bzw. 25 Euro verurteilt.
Der jüdische Friedhof ist im Gegensatz zu den anderen Gothaer Friedhöfen verschlossen und kann nur nach Anmeldung bei der Stadtverwaltung besucht werden.